# Долежал, Павел
Павел Долежал (словац. Pavel Doležal, венг. Doleschall Pál; 1700—1778) — словацкий филолог, лингвист, грамматик, педагог, писатель

, переводчик и лютеранский пастор. Дядя поэта и священника Августина Долежаля.

## Биография
Павел Долежал родился 20 января 1700 года в городке Скалица на западе Словакии. Получил образование в гимназии в Рабе и в Университете Виттенберга, где изучал языки и богословие.
По окончании университета, его основным лингвистическим интересом стал библейский чешский язык в Словакии. Долежал написал ряд трудов по чешскому языку (большинство на латинском языке).
Одной из главных научных работ Павла Долежала стала опубликованная в 1746 году «Славяно-чешская грамматика» (словац. «Grammatica Slavico-Bohemica»), где был зафиксирован ряд грамматических форм и лексем, использованных в чешских текстах, записанных словаками, а также введена новая система типов склонения и спряжения в чешском языке. Этот труд был использован чешским лингвистом  Йосефом Добровским, а также послужил одним из образцов для создания «Словацкой грамматики» изданной в 1790 году Антоном Бернолаком, которого считают автором первой кодификации словацкого литературного языка.
Павел Долежал скончался 29 ноября 1778 года в местечке Вишна-Боца в Жилинском крае Словакии.